# Твой современник
«Твой современник» — советский двухсерийный художественный фильм 1967 года, снятый на киностудии «Мосфильм». Перекликается с другим фильмом Юлия Райзмана «Коммунист», снятым им в 1957 году. Рассказывает о судьбе сына главного героя картины 1957 года, ставшего крупным хозяйственником.

## Сюжет
Василий Губанов (сын главного героя фильма «Коммунист») работает директором проектного института, по чьему проекту строится комбинат в сибирском городе Берёзовка. Комбинат собирается производить коэтан (под этим названием, вероятно, имеется в виду синтез-газ) из угля. Ранее Губанов сам настаивал на этом методе, убеждал начать строительство комбината-гиганта, но теперь приехал в Москву вместе с учёным Максимом Ниточкиным, чтобы остановить проект. Губанов убедился, что добыча коэтана из угля морально устарела, необходимо переходить на метод добычи из нефти. Но это означает остановку гигантской стройки, в которую были вложены десятки миллионов рублей. Помимо чисто финансовых проблем, имеются и этические — на стройку привлечены тысячи людей, вырос молодой город, и теперь весь проект предлагается признать бесперспективным и закрыть. Для Губанова это, скорее всего, конец карьеры. Но он считает, что как коммунист не может продолжать реализовывать устаревший проект, который когда-то сам изо всех сил продвигал.
Параллельно развивается вторая история. Сын Губанова Миша влюбляется во взрослую женщину с ребёнком и ради содержания молодой семьи бросает институт. Главному герою предстоит понять и принять этот выбор.
В основе сюжета — реальные события, связанные со строительством АНХК (Ангарского нефтехимического комбината), или Комбината 16, как он тогда назывался.

## В ролях
- Игорь Владимиров — Василий Васильевич Губанов
- Николай Плотников — Максим Петрович Ниточкин, ученый
- Татьяна Надеждина — Катя Чулкова
- Алексей Борзунов — Миша
- Антонина Максимова — Елизавета Кондратьевна
- Нина Гуляева — Зойка
- Николай Засухин — Георгий Кузьмич, зам. председателя Совета Министров
- Аркадий Аркадьев — Степан Игнатьевич, министр
- Юрий Леонидов — Сергей Александрович Колесников, министр
- Михаил Ладыгин — Владимир Сергеевич, зам. министра
- Сергей Смирнов — референт
- Юрий Свирин — Аркадий Аркадьевич Серебряков, академик
- Николай Кузьмин — Самохин, секретарь Берёзовского обкома
- Михаил Девяткин — вахтёр
- Надежда Федосова — Мария Сергеевна, депутат
- Анастасия Георгиевская — дежурная по этажу
- Леонид Броневой — референт министра
- Анатолий Кацынский — работник министерства
- Любовь Калюжная — официантка
- Людмила Максакова — посетительница кафе
- Татьяна Панкова — тётя Дуся
- Эдмунд Стивенс — корреспондент иностранной газеты

## Съёмочная группа
- Режиссёр: Юлий Райзман
- Авторы сценария: Евгений Габрилович, Юлий Райзман
- Оператор: Наум Ардашников
- Художник-постановщик: Георгий Турылёв

## Награды
- Кинофестиваль в Ленинграде в 1968 году: Первая премия режиссёру Ю. Райзману, приз за лучшую мужскую роль актёру Н. Плотникову, премия за лучшее художественное оформление художнику Г. Турылеву.
- Международный кинофестиваль в Карловых Варах в 1968 году: Премия жюри международных актёрских организаций фильму и актёру Н. Плотникову, диплом актрисе Н. Гуляевой.
- Международный кинофестиваль в Лагове в 1969 году: Премия «Варшавская сирена» от жюри клуба критиков.